# Campionatul mondial de patinaj artistic din 2011

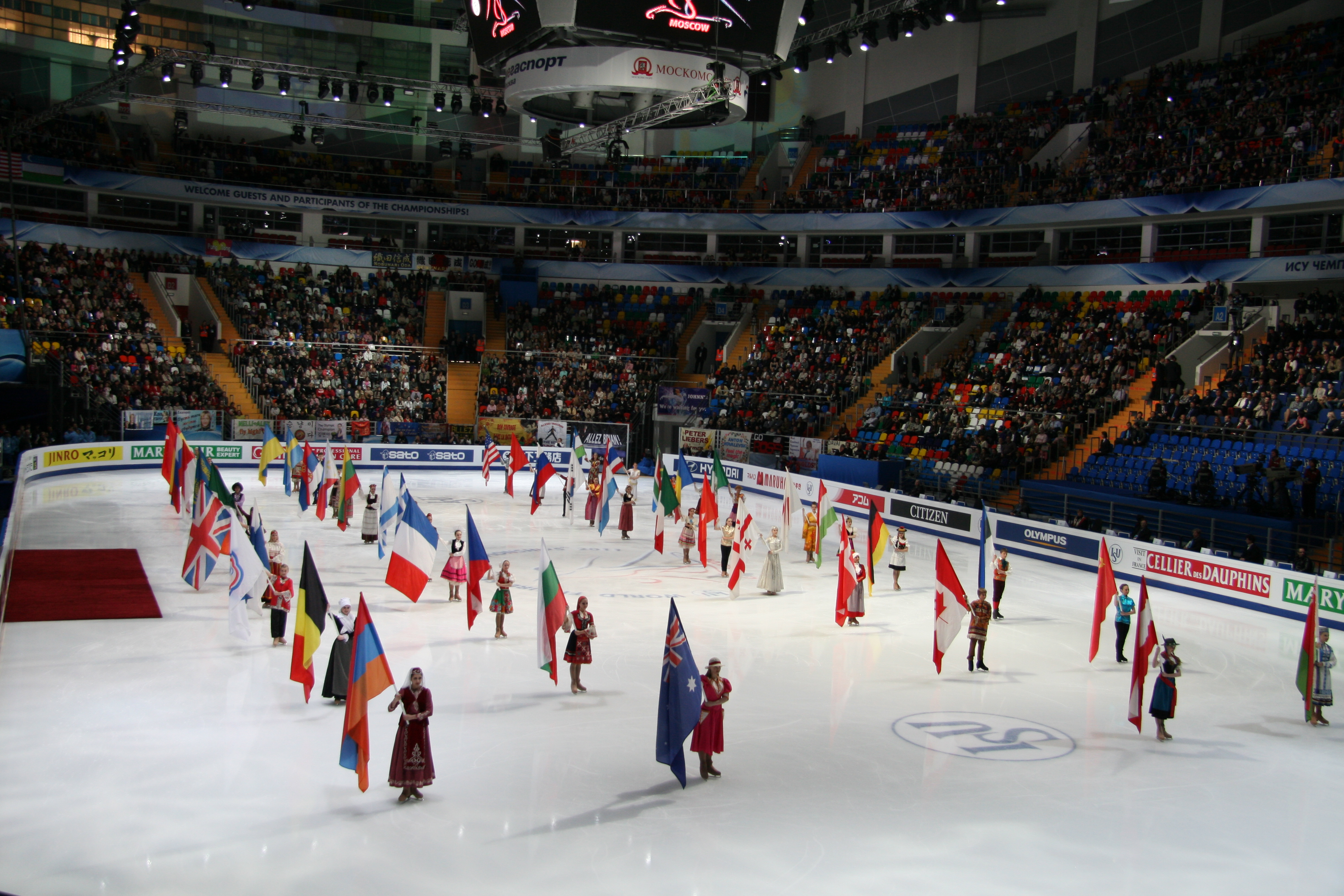
Ceremonia de deschidere

Campionatul mondial de patinaj artistic din 2011 a fost o competiție sportivă care a avut loc la Moscova în perioada 25 aprilie - 1 mai 2011. 
Inițial a fost programată să se desfășoare la Tokio începând cu data de 21 martie 2011. După cutremurul din Japonia, Campionatul mondial de patinaj s-a desfășurat la Moscova. Federația Internațională de Patinaj (ISU), exprimându-și îngrijorarea față de securitatea tuturor participanților, spectatorilor și a membrilor care ar fi trebuit să fie prezenți în Japonia, a anunțat, în cursul zilei de 14 martie 2011, că Japonia nu mai este în măsură să organizeze Campionatul Mondial de Patinaj.

## Participanți
| Țară                       | Masculin                                       | Feminin                             | Perechi                                                                                            | Dans pe gheață                                                                            |
| -------------------------- | ---------------------------------------------- | ----------------------------------- | -------------------------------------------------------------------------------------------------- | ----------------------------------------------------------------------------------------- |
| Armenia                    | Sarkas Hayrapetyan                             |                                     | |                                                                                           |
| Australia                  | Mark Webster                                   | Cheltzie Lee                        | | Danielle O'Brien / Gregory Merriman                                                       |
| Austria                    | Viktor Pfeifer                                 | Belinda Schönberger                 | Stina Martini / Severin Kiefer                                                                     | Kira Geil / Tobias Eisenbauer                                                             |
| Belarus                    | Vitali Luchanok                                |                                     | Lubov Bakirova / Mikalai Kamianchuk                                                                | Lesia Valadzenkava / Vitali Vakunov                                                       |
| Belgia                     | Jorik Hendrickx Kevin van der Perren           | Ira Vannut                          | |                                                                                           |
| Bosnia și Herțegovina      | Damjan Ostojič                                 |                                     | |                                                                                           |
| Bulgaria                   | Georgi Kenchadze                               | Hristina Vassileva                  | Alexandra Malakhova / Leri Kenchadze                                                               | Kristina Tremasova / Dimitar Lichev                                                       |
| Canada                     | Patrick Chan Joey Russell Shawn Sawyer         | Cynthia Phaneuf Myriane Samson      | Meagan Duhamel / Eric Radford Kirsten Moore-Towers / Dylan Moscovitch                              | Vanessa Crone / Paul Poirier Tessa Virtue / Scott Moir Kaitlyn Weaver / Andrew Poje       |
| China                      | Song Nan                                       | Zhu Qiuying                         | Dong Huibo / Wu Yiming Pang Qing / Tong Jian Zhang Yue / Wang Lei                                  | Huang Xintong / Zheng Xun                                                                 |
| Taipeiul Chinez            | Jordan Ju                                      | Melinda Wang                        | |                                                                                           |
| Cehia                      | Michal Březina Tomáš Verner                    |                                     | Klára Kadlecová / Petr Bidař                                                                       | Lucie Myslivečková / Matěj Novák                                                          |
| Croația                    |                                                | Mirna Libric                        | |                                                                                           |
| Danemarca                  | Justis Strid                                   | Karina Sinding Johnson              | | Katelyn Good / Nikolaj Sorensen                                                           |
| Estonia                    | Viktor Romanenkov                              | Elena Glebova                       | Natalja Zabijako / Sergei Kulbach                                                                  |                                                                                           |
| Finlanda                   | Bela Papp                                      | Kiira Korpi Juulia Turkkila         | |                                                                                           |
| Franța                     | Florent Amodio Brian Joubert                   | Maé Bérénice Méité                  | Adeline Canac / Yannick Bonheur                                                                    | Pernelle Carron / Lloyd Jones Nathalie Péchalat / Fabian Bourzat                          |
| Georgia                    |                                                | Elene Gedevanishvili                | | Allison Reed / Otar Japaridze                                                             |
| Germania                   | Peter Liebers                                  | Sarah Hecken                        | Maylin Hausch / Daniel Wende Aliona Savchenko / Robin Szolkowy                                     | Nelli Zhiganshina / Alexander Gazsi                                                       |
| Grecia                     |                                                | Georgia Glastris                    | |                                                                                           |
| Hong Kong, China           | Harry Hau Yin Lee                              | Tiffany Packard Yu                  | |                                                                                           |
| Ungaria                    | Tigran Vardanjan                               | Viktória Pavuk                      | | Nóra Hoffmann / Maxim Zavozin Zsuzsanna Nagy / Máté Fejes                                 |
| Irlanda                    |                                                | Clara Peters                        | |                                                                                           |
| Israel                     | Maxim Shipov                                   |                                     | Danielle Montalbano / Evgeni Krasnapolski                                                          | Brooke Elizabeth Frieling / Lionel Rumi                                                   |
| Italia                     | Paolo Bacchini Samuel Contesti                 | Carolina Kostner Valentina Marchei  | Stefania Berton / Ondřej Hotárek                                                                   | Anna Cappellini / Luca Lanotte Charlene Guignard / Marco Fabbri                           |
| Japonia                    | Takahiko Kozuka Nobunari Oda Daisuke Takahashi | Miki Ando Mao Asada Kanako Murakami | Narumi Takahashi / Mervin Tran                                                                     | Cathy Reed / Chris Reed                                                                   |
| Luxemburg                  |                                                | Fleur Maxwell                       | |                                                                                           |
| Kazahstan                  | Denis Ten                                      |                                     | |                                                                                           |
| Lituania                   |                                                |                                     | | Isabella Tobias / Deividas Stagniūnas                                                     |
| Mexic                      |                                                | Mary Ro Reyes                       | | Corenne Bruhns / Benjamin Westenberger                                                    |
| Monaco                     | Kim Lucine                                     |                                     | |                                                                                           |
| Filipine                   |                                                | Mericien Venzon                     | |                                                                                           |
| România                    | Zoltán Kelemen                                 | Sabina Măriuță                      | |                                                                                           |
| Rusia                      | Artur Gachinski                                | Alena Leonova Ksenia Makarova       | Vera Bazarova / Yuri Larionov Yuko Kavaguti / Alexander Smirnov Tatiana Volosozhar / Maxim Trankov | Ekaterina Bobrova / Dmitri Soloviev Elena Ilinykh / Nikita Katsalapov                     |
| Serbia                     |                                                | Marina Seeh                         | |                                                                                           |
| Slovenia                   |                                                | Patricia Gleščič                    | |                                                                                           |
| Africa de Sud              |                                                | Lejeanne Marais                     | |                                                                                           |
| Coreea de Sud              | Kim Min-Seok                                   | Kim Yu-Na Kwak Min-Jeong            | |                                                                                           |
| Spania                     | Javier Fernández                               | Sonia Lafuente                      | | Sara Hurtado / Adrià Díaz                                                                 |
| Suedia                     | Alexander Majorov Adrian Schultheiss           | Joshi Helgesson Viktoria Helgesson  | |                                                                                           |
| Elveția                    | Mikael Redin                                   | Bettina Heim                        | | Ramona Elsener / Florian Roost                                                            |
| Thailanda                  |                                                | Taryn Jurgensen                     | |                                                                                           |
| Turcia                     | Kutay Eryoldaș                                 | Birce Atabey                        | | Alisa Agafonova / Alper Uçar                                                              |
| Ucraina                    | Anton Kovalevski                               | Irina Movchan                       | | Siobhan Heekin-Canedy / Alexander Shakalov                                                |
| Regatul Unit               | David Richardson                               | Jenna McCorkell                     | Stacey Kemp / David King                                                                           | Penny Coomes / Nicholas Buckland Sinead Kerr / John Kerr                                  |
| Statele Unite ale Americii | Ryan Bradley Richard Dornbush Ross Miner       | Alissa Czisny Rachael Flatt         | Amanda Evora / Mark Ladwig Caitlin Yankowskas / John Coughlin                                      | Madison Chock / Greg Zuerlein Meryl Davis / Charlie White Maia Shibutani / Alex Shibutani |
| Uzbekistan                 | Misha Ge                                       |                                     | |                                                                                           |